# Élections aux conseils d'arrondissement de 1904 dans la Somme
Les élections aux conseils d'arrondissement de 1904 ont eu lieu le 31 juillet et 7 août 1904. 

## Résultats à l'échelle du département

### Présidents de conseils d'arrondissement élus
| Arrondissement | Président sortant  | Parti | Parti | Président élu      | Parti | Parti |
| -------------- | ------------------ | ----- | ----- | ------------------ | ----- | ----- |
| Amiens         | René Jouancoux     |       | PRRRS | René Jouancoux     |       | PRRRS |
| Abbeville      | Alfred Dufrien     |       | PRRRS | Alfred Dufrien     |       | PRRRS |
| Doullens       | Théophane Fournier |       | ARD   | Théophane Fournier |       | ARD   |
| Montdidier     | Victor Gaillard    |       | PRRRS | Victor Gaillard    |       | PRRRS |
| Péronne        | Léopold Lanne      |       | ARD   | Léopold Lanne      |       | ARD   |

### Évolution
| Partis       | Partis                                          | Conseillers sortants | Conseillers élus | Évolution     |
| ------------ | ----------------------------------------------- | -------------------- | ---------------- | ------------- |
|              | Parti républicain radical et radical-socialiste | 13                   | 15               | 2             |
|              | Alliance républicaine démocratique              | 11                   | 8                | 3             |
|              | Radicaux indépendants                           | 1                    | 1                | en stagnation |
| Total Centre | Total Centre                                    | 25                   | 24               | 1             |
|              | Fédération républicaine                         | 0                    | 2                | 2             |
|              | Conservateurs                                   | 1                    | 0                | 1             |
| Total Droite | Total Droite                                    | 1                    | 2                | 1             |

## Arrondissement d'Amiens

### Résultats
| 1 | Amiens-Nord-Ouest | Gaston Gamain*          | PRRRS | Louis Brassart          | PRRRS |  |  |
| 1 | Amiens-Sud-Est    | Amédée Damenez          | PRRRS | Joseph Delasalle        | FR    |  |  |
| 1 | Boves             | René Jouancoux          | PRRRS | René Jouancoux          | PRRRS |  |  |
| 1 | Conty             | Edmond Beauvais-Dumont* | ARD   | Edgard Caron            | ARD   |  |  |
| 1 | Corbie            | Ulysse Mallet           | PRRRS | Ulysse Mallet           | PRRRS |  |  |
| 1 | Hornoy-le-Bourg   | Octave Macrez           | ARD   | Octave Macrez           | ARD   |  |  |
| 1 | Molliens-Vidame   | Gérard Reversez         | PRRRS | Gérard Reversez         | PRRRS |  |  |
|   |                   |                         |       |                         |       |  |  |
| 2 | Amiens-Nord-Est   | Charles Gaillet         | PSdF  | Charles Gaillet         | PSdF  |  |  |
| 2 | Amiens-Sud-Ouest  | Alphonse Boutmy         | ARD   | Alphonse Boutmy         | ARD   |  |  |
| 2 | Oisemont          | Raymond Lequibin        | PRRRS | Raymond Lequibin        | PRRRS |  |  |
| 2 | Picquingy         | Henry Boistel de Belloy | Cons. | Henry Boistel de Belloy | Cons. |  |  |
| 2 | Poix-de-Picardie  | Valentin Mille          | ARD   | Valentin Mille          | ARD   |  |  |
| 2 | Villers-Bocage    | Paul Casimir Dubois     | PRRRS | Paul Casimir Dubois     | PRRRS |  |  |

*Conseillers d'arrondissement sortants ne se représentant pas

## Arrondissement d'Abbeville

### Résultats
| 1 | Abbeville-Sud          | Achille Delacroix | PRRRS | Achille Delacroix          | PRRRS |  |  |
| 1 | Ault                   | Alfred Dufrien    | PRRRS | Alfred Dufrien             | PRRRS |  |  |
| 1 | Crécy-en-Ponthieu      | Albert Padieu     | ARD   | Albert Padieu              | ARD   |  |  |
| 1 | Hallencourt            | Émile Michaut     | ARD   | Émile Michaut              | ARD   |  |  |
| 1 | Moyenneville           | Gabriel Anquier   | PRRRS | Henri des Lyons de Feuchin | FR    |  |  |
| 1 | Rue                    | Pierre Tingry     | ARD   | Pierre Tingry              | ARD   |  |  |
|   |                        |                   |       |                            |       |  |  |
| 2 | Abbeville-Nord         | Albert Lourdelle  | Cons. | Albert Lourdelle           | Cons. |  |  |
| 2 | Ailly-le-Haut-Clocher  | François Oger     | PRRRS | François Oger              | PRRRS |  |  |
| 2 | Gamaches               | Florimond Mauduit | RI    | Florimond Mauduit          | RI    |  |  |
| 2 | Nouvion                | Henri Petit       | ARD   | Henri Petit                | ARD   |  |  |
| 2 | Saint-Valery-sur-Somme | Charles Belin     | ALP   | Charles Belin              | ALP   |  |  |

*Conseillers d'arrondissement sortants ne se représentant pas

## Arrondissement de Doullens

### Résultats
| 1 | Acheux-en-Amiénois | Raoul de Witasse           | Cons. | Charles Corbier    | PRRRS |  |  |
| 1 | Acheux-en-Amiénois | René Pombourcq             | ARD   | René Pombourcq     | ARD   |  |  |
| 1 | Domart-en-Ponthieu | Justinien Laurent-Dusevel* | ARD   | Léon Brouilly      | PRRRS |  |  |
| 1 | Domart-en-Ponthieu | Anatole Jovelet            | PRRRS | Anatole Jovelet    | PRRRS |  |  |
|   |                    |                            |       |                    |       |  |  |
| 2 | Bernaville         | Théophane Fournier         | ARD   | Théophane Fournier | ARD   |  |  |
| 2 | Bernaville         | Henri Toulouse             | ARD   | Henri Toulouse     | ARD   |  |  |
| 2 | Doullens           | Émile Lefebvre             | ARD   | Émile Lefebvre     | ARD   |  |  |
| 2 | Doullens           | Lucien Carpentier          | PRRRS | Lucien Carpentier  | PRRRS |  |  |
| 2 | Doullens           | Léon Babeur                | ARD   | Léon Babeur        | ARD   |  |  |

*Conseillers d'arrondissement sortants ne se représentant pas

## Arrondissement de Montdidier

### Résultats
| 1 | Montdidier           | Camille Pillon     | RI    | Camille Pillon     | RI    |  |  |
| 1 | Montdidier           | Arthur Grévin      | PRRRS | Arthur Grévin      | PRRRS |  |  |
| 1 | Moreuil              | Paul Mortier       | PRRRS | Paul Mortier       | PRRRS |  |  |
| 1 | Moreuil              | Victor Gaillard    | PRRRS | Victor Gaillard    | PRRRS |  |  |
|   |                      |                    |       |                    |       |  |  |
| 2 | Ailly-sur-Noye       | Louis Trannoy      | FR    | Louis Trannoy      | FR    |  |  |
| 2 | Rosières-en-Santerre | Georges Capronnier | PRRRS | Georges Capronnier | PRRRS |  |  |
| 2 | Rosières-en-Santerre | Édouard Dumont     | ARD   | Édouard Dumont     | ARD   |  |  |
| 2 | Roye                 | Armand Vallancourt | ARD   | Armand Vallancourt | ARD   |  |  |
| 2 | Roye                 | Alfred François    | Cons. | Alfred François    | Cons. |  |  |

*Conseillers d'arrondissement sortants ne se représentant pas

## Arrondissement de Péronne

### Résultats
| 1 | Albert         | Adrien Dumeige      | PRRRS      | Adrien Dumeige  | PRRRS          |  |  |
| 1 | Albert         | siège créé          | siège créé | Carolus Lucquet | PRRRS          |  |  |
| 1 | Chaulnes       | Armand Baroux*      | ARD        | Abdon Delavenne | PRRRS          |  |  |
| 1 | Ham            | Léopold Lanne       | ARD        | Léopold Lanne   | ARD            |  |  |
| 1 | Péronne        | Paul Scellos        | ARD        | Paul Scellos    | ARD            |  |  |
| 1 | Péronne        | Ernest Franqueville | ARD        | siège supprimé  | siège supprimé |  |  |
|   |                |                     |            |                 |                |  |  |
| 2 | Bray-sur-Somme | Jules Mollet        | ARD        | Jules Mollet    | ARD            |  |  |
| 2 | Combles        | Clément Debray      | ARD        | Clément Debray  | ARD            |  |  |
| 2 | Nesle          | Louis Magniez       | ARD        | Louis Magniez   | ARD            |  |  |
| 2 | Roisel         | Ernest Passet       | ARD        | Ernest Passet   | ARD            |  |  |

*Conseillers d'arrondissement sortants ne se représentant pas